# 누남광
누남광(樓南光, 1954년~)은 홍콩 출신의 영화 배우이자 영화 감독이다.

## 작품 목록
- 강시: 리거모티스